# 포제스트
포제스트(Possessed)는 미국에서 제작된 커티스 번하트 감독의 1947년 영화이다. 조안 크로포드 등이 주연으로 출연하였고 제리 워드 등이 제작에 참여하였다.

## 출연

### 주연
- 조안 크로포드
- 밴 헤플린

### 조연
- 레이몬드 머시
- 제라르딘 브룩스
- 스탠리 리지스
- 존 리질리
- 모로니 올슨

## 제작진
- 의상: 아드리안